# Wilhelm Hagemann (Schachkomponist)
Wilhelm Hagemann (* 5. Januar 1899 in Lehrte; † 17. Oktober 1973 in Braunschweig) war ein deutscher Schachspieler und Komponist.

## Leben
Hagemann erlernte mit 10 Jahren das Schachspiel. Er gewann zehnmal hintereinander die Vereinsmeisterschaft des Arbeiter-Schachvereins Braunschweig, dem er 1923 beigetreten war. Mitte der 1920er Jahre verlegte er den Schwerpunkt zunehmend auf die Schachkomposition. Er komponierte circa 1600 Schachaufgaben, insbesondere Drei- und Mehrzüger, sowie einige Hilfsmatts, Selbstmatts und Studien. Er erhielt Auszeichnungen. Mehrere seiner Arbeiten wurden in die FIDE-Alben aufgenommen.
|   | a | b | c | d | e | f | g | h |   |
| 8 |   |   |   |   |   |   |   |   | 8 |
| 7 |   |   |   |   |   |   |   |   | 7 |
| 6 |   |   |   |   |   |   |   |   | 6 |
| 5 |   |   |   |   |   |   |   |   | 5 |
| 4 |   |   |   |   |   |   |   |   | 4 |
| 3 |   |   |   |   |   |   |   |   | 3 |
| 2 |   |   |   |   |   |   |   |   | 2 |
| 1 |   |   |   |   |   |   |   |   | 1 |
|   | a | b | c | d | e | f | g | h |   |

Lösung:
Weiß möchte Ka6 nebst Sb6 matt durchsetzen. Dazu muss der schwarze Turm von der a-Linie abgelenkt werden. Gleichzeitig hat Weiß zu verhindern, dass dieser Turm über eine offene Linie auf die 6. Reihe gelangt, etwa Te1–e6.
1. Th1!

1. … Txh1 (oder 1. … Tf1, Tb1) 2. Ka6 nebst Sb6 matt

1.-Tc,d,e,g1 (um Schach zu bieten) 2.TxT Lb1 3.Tc,d,e,g8 matt

1. … Lb1 2. Tg1! nebst 3. Tg8 matt (nicht aber z. B. 2. Te1? Le4!)
Es scheitert

1. Ka6 Lb1! - Sa4 ist gefesselt

1. Txa1 Lb1 2. Ka6 Ld3+
1949 gründete er zusammen mit Hans Doormann und Wilhelm Karsch feenschach, eine Zeitschrift für Märchenschach. Er führte Problemrubriken in den Zeitschriften Arbeiter-Schachzeitung (1929–1933), Promadas, Schach-Herold und Schach-Echo (1953–1969). 1952 veröffentlichte er gemeinsam mit Wilhelm Karsch Figurenrundläufe im Schachproblem.
Mitte der 1950er Jahre war er Problemwart des Niedersächsischen Schachverbandes.
1958 verlieh ihm die FIDE den Titel Internationaler Preisrichter für Schachkomposition.
1973 starb Hagemann nach langer und schwerer Krankheit. Der Niedersächsische Schachverband richtete zu seinem Andenken 1975/76 ein Kompositionsturnier aus.

## Schriften
- mit Wilhelm Karsch: Figurenrundläufe im Schachproblem. Doormann, Hamburg 1952.

## Weblink
- Kompositionen von Wilhelm Hagemann (Schachkomponist) auf dem PDB-Server der Schwalbe